# バッドガイズ2
『バッドガイズ2（原題）』（The Bad Guys 2）は、2025年のアメリカ合衆国の3Dコメディ映画である。2022年の映画『バッドガイズ』の続編。2025年8月1日に全米で公開された。

## キャスト
- ウルフ: サム・ロックウェル

ハイイロオオカミで、バッドガイズのリーダー。
- スネーク: マーク・マロン

ウルフの親友の金庫破りのイースタンブラウンスネーク。
- シャーク: クレイグ・ロビンソン

変装の達人のホホジロザメ。
- ピラニア: アンソニー・ラモス

小柄だがとんでもない怪力を持つピラニア。格闘が得意だが、お腹が弱い。
- タランチュラ / ウェブ: オークワフィナ

天才ハッカーで毒舌なメキシカンレッドニータランチュラ。
- キティ・キャット: ダニエル・ブルックス

バッドガールズのリーダーのユキヒョウ。
- ドゥーム / スーザン: ナターシャ・リオン

バッドガールズのメンバーでスネークの恋人のカラス。
- ピッグテイル・ペットローヴァ: マリア・バカローヴァ

バッドガールズのメンバーのイノシシ。
- ダイアン・フォクシントン: ザジー・ビーツ

アカギツネの知事。
- ルパート・マーマレード4世教授: リチャード・アイオアディ

モルモットの悪の研究者。前作でバッドガイズの活躍により逮捕される。
- ティファニー・フラフィット: リリー・シン

ニュースキャスター。
- ミスティ・ラギンズ署長: アレックス・ボースタイン

バッドガイズの逮捕に人生を賭けている警察署長。

## 製作
『バッドガイズ』公開の1か月前の2022年3月、ピエール・ペリフェル監督は続編を作りたいと語った。2024年3月26日、ドリームワークス・アニメーションは続編の製作を発表し、ペリフェルが監督を、前作でキャラクターアニメーションの責任者を務めたJP・サンズが共同監督を務める。サム・ロックウェル、マーク・マロン、オークワフィナ、クレイグ・ロビンソン、アンソニー・ラモス、リチャード・アヨアデ、ザジー・ビーツ、アレックス・ボースタイン、リリー・シンが前作から続投する。